# موش خانگی
موش خانگی (نام علمی: Mus musculus) جونده‌ای کوچک است که از پرشمارترین انواع پستانداران محسوب می‌شود که هرچند جانوری وحشی است اما بیشتر در کنار انسان‌ها زندگی می‌کند. این حیوان پوزه دراز، دم بلند و دارای مو، گوش‌های گرد و کوچک و دست و پاهای کوتاهی دارد. طول بدن آن ۷.۵ تا ۱۰ سانتیمتر، طول دم ۵ تا ۱۰ سانتیمتر و وزن بدن آن ۱۰ تا ۲۵ گرم است. موش های خانگی گاهی به عنوان حیوان خانگی نگهداری می شوند. همچنین این جانور یکی از مهم ترین حیوانات آزمایشگاهی بوده و به عنوان یکی از گونه های مدل در پزشکی و زیست شناسی مورد توجه و استفاده است. 
توالی یابی ژنتیکی این حیوان در سال 2002 انجام شد.
موش خانگی در اصل بومی آسیا بوده‌است اما با آغاز عصر کشاورزی به همراه انسان‌ها وارد نقاط مختلف دنیا شده‌است. آن‌ها هشت هزار سال قبل از میلاد به حوزه دریای مدیترانه وارد شدند اما هفت هزار سال طول کشید تا در مناطق دیگر اروپا پراکنده شوند. با توجه به ارتباط موش خانگی و انسان در تحقیقات تاریخی از قدمت حضور موش خانگی در یک منطقه برای ترسیم مسیرهای مهاجرت انسان استفاده می‌شود.
این حیوان نرخ زاد و ولد سریعی دارد و قادر است هر سال پنج تا ده بار زایمان کرده و در هر نوبت به طور میانگین ۶ تا ۸ بچه به دنیا بیاورد.

|  | جوندگانia (rodents)                |
|  |                                    |
|  | خرگوش‌سانان (rabbits, hares, pikas) |
|  |                                    |

|  | پوست‌پر (flying lemurs)                                                |
|  |                                                                       |
|  | \| \| نخستی‌سانانs (†آداپیس‌نماشکلان, خیس‌بینیان, خشک‌بینیان) \| \| \| \| |
|  |                                                                       |
|  | نخستی‌سانانs (†آداپیس‌نماشکلان, خیس‌بینیان, خشک‌بینیان)                   |
|  |                                                                       |

|  | نخستی‌سانانs (†آداپیس‌نماشکلان, خیس‌بینیان, خشک‌بینیان) |
|  |                                                     |

|  | پوست‌پر (flying lemurs)                                                |
|  |                                                                       |
|  | \| \| نخستی‌سانانs (†آداپیس‌نماشکلان, خیس‌بینیان, خشک‌بینیان) \| \| \| \| |
|  |                                                                       |
|  | نخستی‌سانانs (†آداپیس‌نماشکلان, خیس‌بینیان, خشک‌بینیان)                   |
|  |                                                                       |

|  | نخستی‌سانانs (†آداپیس‌نماشکلان, خیس‌بینیان, خشک‌بینیان) |
|  |                                                     |

|  | جوندگانia (rodents)                |
|  |                                    |
|  | خرگوش‌سانان (rabbits, hares, pikas) |
|  |                                    |

|  | پوست‌پر (flying lemurs)                                                |
|  |                                                                       |
|  | \| \| نخستی‌سانانs (†آداپیس‌نماشکلان, خیس‌بینیان, خشک‌بینیان) \| \| \| \| |
|  |                                                                       |
|  | نخستی‌سانانs (†آداپیس‌نماشکلان, خیس‌بینیان, خشک‌بینیان)                   |
|  |                                                                       |

|  | نخستی‌سانانs (†آداپیس‌نماشکلان, خیس‌بینیان, خشک‌بینیان) |
|  |                                                     |

|  | پوست‌پر (flying lemurs)                                                |
|  |                                                                       |
|  | \| \| نخستی‌سانانs (†آداپیس‌نماشکلان, خیس‌بینیان, خشک‌بینیان) \| \| \| \| |
|  |                                                                       |
|  | نخستی‌سانانs (†آداپیس‌نماشکلان, خیس‌بینیان, خشک‌بینیان)                   |
|  |                                                                       |

|  | نخستی‌سانانs (†آداپیس‌نماشکلان, خیس‌بینیان, خشک‌بینیان) |
|  |                                                     |